# Френсіс Т. Мелоуні
Френсіс Томас Мелоуні (англ. Francis Thomas Maloney; нар. 31 березня 1894, Меріден, Коннектикут — пом. 16 січня 1945, там же) — американський політик-демократ, член Палати представників від 3-го виборчого округу штату Коннектикут з 1933 по 1935 рік, сенатор США з 1935 по 1945 рік.
Очолював Комітет Сенату США з питань громадських будівель з 1942 по 1945 рік, секретар кокусу сенаторів-демократів з 1943 по 1945 рік.

## Біографія
Він був католиком, а батько і бабуся й дідусь по материнській лінії були з Ірландії. З 1914 по 1921 рік працював газетним репортером, з 1917 по 1918 рік служив моряком першого класу у ВМС США під час Першої світової війни. Потім він займався нерухомістю і страховим бізнесом.
Мер міста Меріден з 1929 по 1933 рік.
Мелоуні був делегатом Національної конвенції Демократичної партії від Коннектикуту у 1936, 1940 і 1944 роках.
Одна з двох державних середніх шкіл в Мерідені, штат Коннектикут, названа на честь Мелоуні.